# 215023 Huangjiqing
215023 Huangjiqing è un asteroide della fascia principale. Scoperto nel 2009, presenta un'orbita caratterizzata da un semiasse maggiore pari a 2,8044754 au e da un'eccentricità di 0,0544363, inclinata di 7,25328° rispetto all'eclittica.